# Éric Jeansannetas
Éric Jeansannetas, né le 21 octobre 1962, est un homme politique français. Il est élu sénateur de la Creuse le 28 septembre 2014.

## Biographie
Éric Jeansannetas est professeur des écoles de formation. 
Premier secrétaire de la fédération du Parti socialiste de la Creuse de 1997 à 2003, il est adjoint au maire de Guéret (réélu en 2014) et vice-président du conseil général jusqu'en 2014 (élu conseiller général dans le canton de Guéret-Sud-Ouest de 2001 à 2015, puis dans le canton de Guéret-2 depuis 2015).

### Sénateur de la Creuse
Il remporte de justesse la primaire socialiste pour les élections sénatoriales de 2014, contre le maire d'Aubusson, Michel Moine, la sénatrice sortante, Renée Nicoux, ne se représentant pas. En 2019, il quitte le groupe socialiste pour le groupe RDSE.